# Rhinoleucophenga bivisualis
Rhinoleucophenga bivisualis är en tvåvingeart som först beskrevs av Patterson 1943.  Rhinoleucophenga bivisualis ingår i släktet Rhinoleucophenga och familjen daggflugor. Inga underarter finns listade i Catalogue of Life.